# Hans-Theo Tegeler
Hans-Theo Tegeler (ur. 15 stycznia 1936 w Plauen, zm. 14 czerwca 1964 w Schleizu) – wschodnioniemiecki kierowca wyścigowy.

## Kariera
W 1961 roku zadebiutował we Wschodnioniemieckiej Formule Junior. W klasyfikacji końcowej sezonu zajął szóste miejsce. W roku 1962 ponownie był szósty. Wystartował ponadto w wyścigu WSMP w Krakowie, gdzie zajął trzecie miejsce. W sezonie 1963 z 16 punktami zdobył tytuł mistrzowski Wschodnioniemieckiej Formuły Junior. W roku 1964 ścigał się we Wschodnioniemieckiej Formule 3. Zginął w wypadku podczas wyścigu Schleizer Dreieckrennen 14 czerwca 1964 roku.

## Wyniki we Wschodnioniemieckiej Formule 3
| Legenda oznaczeń w tabelach wyników Wyświetl szablon na nowej stronie | Legenda oznaczeń w tabelach wyników Wyświetl szablon na nowej stronie                                                                     |
| Oznaczenie                                                            | Wyjaśnienie |
| --------------------------------------------------------------------- | --- |
| Złoty                                                                 | Zwycięzca lub mistrzostwo |
| Srebrny                                                               | 2. miejsce lub wicemistrzostwo |
| Brązowy                                                               | 3. miejsce lub II wicemistrzostwo |
| Zielony                                                               | Ukończył, punktował (w klasyfikacji generalnej, gdy zdobył co najmniej jeden punkt na przestrzeni sezonu, poza trzema powyższymi opcjami) |
| Niebieski                                                             | Ukończył, nie punktował (w klasyfikacji generalnej, gdy nie zdobył co najmniej jednego punktu na przestrzeni sezonu)                      |
| Czerwony                                                              | Nie zakwalifikował się (NZ) |
| Czerwony                                                              | Nie prekwalifikował się (NPK) |
| Różowy                                                                | Nie ukończył (NU) |
| Różowy                                                                | Niesklasyfikowany (NS) (w klasyfikacji generalnej, gdy nie został sklasyfikowany w żadnym wyścigu sezonu)                                 |
| Czarny                                                                | Zdyskwalifikowany (DK) |
| Czarny                                                                | Wykluczony (WYK/EX) |
| Biały                                                                 | Nie wystartował (NW) |
| Biały                                                                 | Kontuzjowany (K/INJ) |
| Biały                                                                 | Wyścig odwołany (OD/C) |
| Bez koloru                                                            | Został wycofany (WYC/WD) |
| Bez koloru                                                            | Nie przybył (NP/DNA) |
| Bez koloru                                                            | Nie brał udziału w treningach (NT/DNP) |
| Bez koloru                                                            | Nie został zgłoszony (–) |
| Pogrubienie                                                           | Start z pole position |
| Kursywa                                                               | Najszybsze okrążenie wyścigu |
| †                                                                     | Nie ukończył, ale jego rezultat został zaliczony ze względu na przejechanie więcej niż 90% dystansu wyścigu.                              |
| *                                                                     | Sezon w trakcie |
| 1/2/3                                                                 | Punktowana pozycja w sprincie kwalifikacyjnym                                                                                             |
| Lista systemów punktacji Formuły 1                                    | |

W latach 1960–1963 mistrzostwa rozgrywano według przepisów Formuły Junior.
| Rok  | Zespół    | Samochód  | Silnik      | Wyniki w poszczególnych eliminacjach | Wyniki w poszczególnych eliminacjach | Wyniki w poszczególnych eliminacjach | Wyniki w poszczególnych eliminacjach | Wyniki w poszczególnych eliminacjach | Wyniki w poszczególnych eliminacjach | Pkt. | Msc. |
| ---- | --------- | --------- | ----------- | ------------------------------------ | ------------------------------------ | ------------------------------------ | ------------------------------------ | ------------------------------------ | ------------------------------------ | ---- | ---- |
| 1961 |           |           |             |                                      |                                      |                                      |                                      |                                      |                                      | 4    | 6    |
| 1961 | MC Plauen | Melkus 60 | Wartburg R3 | 5                                    | NU                                   | 5                                    | 5                                    | 6                                    | 5                                    | 4    | 6    |
| 1962 |           |           |             |                                      |                                      |                                      |                                      |                                      |                                      | 4    | 6    |
| 1962 | MC Plauen | Melkus 62 | Wartburg R3 | ?                                    | ?                                    | 5                                    | NU                                   | 7                                    | ?                                    | 4    | 6    |
| 1963 |           |           |             |                                      |                                      |                                      |                                      |                                      |                                      | 16   | 1    |
| 1963 | MC Plauen | Melkus 63 | Wartburg R3 | 2                                    | 5                                    | 5                                    | 6                                    | 3                                    | 5                                    | 16   | 1    |
| 1964 |           |           |             |                                      |                                      |                                      |                                      |                                      |                                      | 4    | 10   |
| 1964 | MC Plauen | Melkus 64 | Wartburg R3 | NU                                   | 5                                    | NU                                   | -                                    | -                                    | -                                    | 4    | 10   |